# Pōmare III.
Pōmare III. (1820. – 8. siječnja 1827., Moorea) (Teriʻitariʻa Pōmare III.) bio je treći kralj Tahitija, a umro je sa samo šest godina.

## Biografija
Pōmare je bio sin kralja Pōmarea II. i unuk Pōmarea I. Majka mu je bila kraljica Teriʻtoʻoterai Teremoemoe.
Rođen je 25. lipnja 1820. godine, a kršten je 10. rujna.
Okrunjen je 1824., ali je zapravo vladala njegova majka. Pomagala joj je njegova teta-pomajka Teriʻitariʻa Ariʻipaeavahine.
Umro je 8. siječnja 1827. na otoku zvanom Moorea.
Naslijedila ga je sestra Pōmare IV.